# Spondylurus lineolatus
Espèce
Synonymes
- Mabuya lineolata Noble & Hassler, 1933

Spondylurus lineolatus est une espèce de sauriens de la famille des Scincidae.

## Répartition
Cette espèce est endémique d'Hispaniola. Elle se rencontre dans le Nord d'Haïti et dans le nord de la République dominicaine.

## Étymologie
Le nom spécifique lineolatus vient du latin lineolatus, marqué de fines lignes, en référence au motif dorsal de ce saurien.

## Publication originale
- Noble & Hassler, 1933 : Two new species of frogs, five new species and a new race of lizards from the Dominican Republic. American Museum Novitates, no 652, p. 1-17 (texte intégral).